# جوهانس كونزي
جوهانس كونزي (بالإنجليزية: Johannes Kunze)‏ هو عسكري أمريكي، ولد في 1903، وتوفي في 4 نوفمبر 1943 بسبب إصابة كليلة.